# Daniel J. Meyer
Daniel J. Meyer (Buenos Aires, Argentina, 1982) és un dramaturg i director teatral afincat a Barcelona d'origen argentí.
El dramaturg en llengua catalana nascut a Buenos Aires, va realitzar estudis de teatre, especialitzant-se en direcció teatral, a 'ANDAMIO 90' de Buenos Aires, a l'Argentina, i cursos a l'Obrador de la Sala Beckett i a l'Escola Superior d'Art Dramàtic Eòlia. També ha cursat un Postgrau de producció i gestió d'espectacles (UB-Institut del Teatre). Pel que fa a la seva experiència professional, ha dirigit i escrit totes les obres de la companyia 'Descartable Teatre', entre les quals destaquen Fusells, una versió lliure de l'obra de Bertolt Brecht, i Abans. Ha estat l'ajudant de direcció habitual d'Àngel Llàcer. I també ha treballat amb Rosa Novell, Josep Galindo, Pablo Ley i altres directors en diferents espectacles.
El 2022 va estrenar a la La Villarroel Scratch, la història d'una DJ que planteja tots els seus dubtes com a dona immersa en la vida nocturna. I el gener del 2023 va estrenar al Teatre Nacional de Catalunya (TNC) l'obra "Uppgivenhet".
Desde 2009 ha escrit nou obres, però la que el va enlairar en la seva carrera i li ha donat fama com a autor teatral, ha estat "A.K.A." (Also Known As), dirigida per Montse Rodriguez, que ja s'ha representat en castellà i en anglès, i que té traduccions disponibles per a la descàrrega en onze idiomes. L'obra, que ha estat guanyadora del Premi Teatre de Barcelona, de 2 Premis Max i 4 Premis Butaca, entre molts altres, és el monòleg d'un jove desubicat, que no és ni del lloc on viu ni del país d'on prové, d'una família jueva argentina amb ascendència alemanya, polonesa i russa. Una història que s'acosta molt a la biografia de Meyer, qui amb menys de 20 anys va venir a Barcelona des de la seva Argentina natal. Meyer forma un tàndem creatiu amb la directora Montse Rodríguez Clusella, amb qui fa un any i mig van constituir la companyia AKA Teatre.